# Дискографія Джессіки Сімпсон
Американська співачка Джессіка Сімпсон випустила сім студійних альбомів, чотири збірники, три відеоальбоми, дев'ятнадцять синглів і п'ятнадцять кліпів. Її дебютний альбом «Sweet Kisses» (1999), випущений лейблом Columbia Records, посів 25 місце в американському чарті Billboard 200 і був сертифікований як двічі платиновий Американською асоціацією звукозаписної індустрії (RIAA). Альбом розійшовся тиражем 1,9 мільйона копій у США і з нього випущено три сингли. Дебютний сингл Сімпсон, «I Wanna Love You Forever», посів третє місце в хіт-параді Billboard Hot 100 і був сертифікований RIAA як платиновий. У 2001 році Сімпсон випустила свою другу студійну платівку під назвою «Irresistible», яка не змогла зрівнятися з успіхом «Sweet Kisses». Пікове місце «Irresistible» у США стало 6 місце і було продано 755 000 копій. Її третій студійний альбом, «In This Skin», вийшов у серпні 2003 року. Завдяки популярності її реаліті-шоу «Newlyweds», цей альбом став найуспішнішим у її кар'єрі, майже досягнувши вершини чарту й потрійного платинового статусу в США. До 2009 року In This Skin продано 2,9 мільйона копій у США і випущено чотири сингли. 2004 року Сімпсон випустила свій четвертий студійний і перший різдвяний альбом, Rejoyce: The Christmas Album. Він досяг 14-го місця в США й був сертифікований RIAA як золотий. Станом на лютий 2009 року, Rejoyce продано 669 000 копій у США.
У 2006 році, після переходу на лейбл Epic Records, Джессіка випустила свій п'ятий студійний альбом A Public Affair. Альбом дебютував з 5 місця в США і був сертифікований RIAA як золотий. A Public Affair розійшовся накладом 300 000 копій у США і з цього альбому випущено два сингли. Заголовний трек альбому досяг 14 місця в чарті Hot 100 і очолив чарт Billboard Hot Dance Club Play. Згодом сингл був сертифікований RIAA як золотий. Вирішивши повернутися до свого коріння кантрі-музики у 2008 році, Сімпсон підписала контракт із Columbia Nashville, кантрі-відділенням Columbia Records, і випустила Do You Know, свій шостий студійний і перший кантрі-альбом. Альбом дебютував на 4 місці в чарті Billboard 200 і на 1 місці в чарті Billboard Top Country Albums і розійшовся тиражем 173 000 копій. До 2010 року Сімпсон пішла з Sony Music і підписала контракт з Eleveneleven records. У жовтні 2010 року Sony випустила альбом-компіляцію під назвою Playlist: The Very Best of Jessica Simpson. Її сьомий студійний і другий святковий альбом, Happy Christmas, вийшов у листопаді 2010 року на лейблі Primary Wave. Альбом посів 123 місце в чарті Billboard 200. На момент написання статті, вона продала 20 мільйонів альбомів по всьому світу.

## Альбоми

### Студійні альбоми
| Назва                                                                       | Деталі                                                              | Пікові позиції у чартах | Пікові позиції у чартах | Пікові позиції у чартах | Пікові позиції у чартах | Пікові позиції у чартах | Пікові позиції у чартах | Пікові позиції у чартах | Пікові позиції у чартах | Пікові позиції у чартах | Пікові позиції у чартах | Продажі                            | Сертифікації                                                       |
| Назва                                                                       | Деталі                                                              | US                      | AUS                     | AUT                     | CAN                     | GER                     | IRE                     | JPN                     | SCO                     | SWI                     | UK                      | Продажі                            | Сертифікації                                                       |
| --------------------------------------------------------------------------- | ------------------------------------------------------------------- | ----------------------- | ----------------------- | ----------------------- | ----------------------- | ----------------------- | ----------------------- | ----------------------- | ----------------------- | ----------------------- | ----------------------- | ---------------------------------- | ------------------------------------------------------------------ |
| Sweet Kisses                                                                | - Реліз: 23 листопада 1999 - Лейбл: Columbia                        | 25                      | 52                      | 43                      | 34                      | 44                      | —                       | 16                      | 51                      | 5                       | 36                      | - США: 1 900 000 - Світ: 4 000 000 | - RIAA: 2× Платина - IFPI NOR: Золото - MC: Платина - RIAJ: Золото |
| Irresistible                                                                | - Реліз: 25 травня 2001 - Лейбл: Columbia                           | 6                       | 81                      | 58                      | 13                      | 34                      | —                       | 24                      | —                       | 15                      | 103                     | - США: 755 000 - Світ: 2 000 000   | - RIAA: Золото - MC: Золото - RIAJ: Золото                         |
| In This Skin                                                                | - Реліз: 19 серпня 2003 - Лейбл: Columbia                           | 2                       | 13                      | —                       | 45                      | —                       | 27                      | 89                      | 35                      | 78                      | 36                      | - США: 2 900 000 - Світ: 7 000 000 | - RIAA: 3× Платина - ARIA: Платина - MC: Золото - BPI: Срібло      |
| ReJoyce: The Christmas Album                                                | - Реліз: 23 листопада 2004 - Лейбл: Columbia                        | 14                      | —                       | —                       | —                       | —                       | —                       | —                       | —                       | —                       | —                       | США: 669 000                       | RIAA: Золото                                                       |
| A Public Affair                                                             | - Реліз: 26 серпня 2006 - Лейбл: Epic                               | 5                       | 33                      | —                       | 6                       | —                       | 32                      | 63                      | 76                      | —                       | 65                      | - CША: 300 000 - Світ: 1 000 000   | - RIAA: Золото - MC: Золото                                        |
| Do You Know                                                                 | - Реліз: 5 вересня 2008 - Лейбл: Epic, Columbia Nashville           | 4                       | 95                      | —                       | 13                      | —                       | —                       | —                       | —                       | —                       | —                       | США: 173 000                       |                                                                    |
| Happy Christmas                                                             | - Реліз: 22 листопада 2010 - Лейбл: Primary Wave, EMI, Eleveneleven | 123                     | —                       | —                       | —                       | —                       | —                       | —                       | —                       | —                       | —                       | США: 28 000                        |                                                                    |
| «—» позначає реліз, який не потрапив у чарт або не вийшов на цій території. |                                                                     |                         |                         |                         |                         |                         |                         |                         |                         |                         |                         |                                    |                                                                    |

### Збірні альбоми
| Назва                                      | Деталі                                        | Пікові позиції у чартах |
| Назва                                      | Деталі                                        | US Dance                |
| ------------------------------------------ | --------------------------------------------- | ----------------------- |
| This Is the Remix                          | - Реліз: 2 липня 2002 - Лейбл: Columbia       | 18                      |
| A Special Christmas Collection             | - Реліз: 14 вересня 2004 - Лейбл: Sony BMG    |                         |
| Playlist: The Very Best of Jessica Simpson | - Реліз: 12 жовтня 2010 - Лейбл: Epic, Legacy |                         |

## Сингли
| Назва                                                                       | Рік  | Пікові позиції у чартах | Пікові позиції у чартах | Пікові позиції у чартах | Пікові позиції у чартах | Пікові позиції у чартах | Пікові позиції у чартах | Пікові позиції у чартах | Пікові позиції у чартах | Пікові позиції у чартах | Пікові позиції у чартах | Продажі                  | Сертифікації                                                     | Альбом                      |
| Назва                                                                       | Рік  | US                      | AUS                     | BEL (FL)                | CAN                     | GER                     | IRE                     | SCO                     | SWE                     | SWI                     | UK                      | Продажі                  | Сертифікації                                                     | Альбом                      |
| --------------------------------------------------------------------------- | ---- | ----------------------- | ----------------------- | ----------------------- | ----------------------- | ----------------------- | ----------------------- | ----------------------- | ----------------------- | ----------------------- | ----------------------- | ------------------------ | ---------------------------------------------------------------- | --------------------------- |
| «I Wanna Love You Forever»                                                  | 1999 | 3                       | 9                       | 11                      | 9                       | 27                      | 13                      | 10                      | 5                       | 7                       | 7                       | Велика Британія: 103 000 | - RIAA: Платина - ARIA: Платина - BEA: Золото - IFPI SWE: Золото | Sweet Kisses (1999)         |
| «Where You Are» (разом із Ніком Лаше)                                       | 2000 | 62                      | —                       | —                       | 22                      | —                       | —                       | —                       | —                       | —                       | —                       |                          |                                                                  | Sweet Kisses (1999)         |
| «I Think I'm in Love with You»                                              | 2000 | 21                      | 10                      | 36                      | 2                       | 63                      | 24                      | 18                      | 47                      | 41                      | 15                      |                          | - ARIA: Золото - RMNZ: Золото                                    | Sweet Kisses (1999)         |
| «Irresistible»                                                              | 2001 | 15                      | 21                      | 46                      | 16                      | 33                      | 18                      | 11                      | 17                      | 20                      | 11                      |                          | - ARIA: Золото - IFPI SWE: Золото                                | Irresistable (2001)         |
| «A Little Bit»                                                              | 2001 | —                       | 62                      | —                       | —                       | —                       | —                       | —                       | —                       | —                       | —                       |                          |                                                                  | Irresistable (2001)         |
| «Sweetest Sin»                                                              | 2003 | —                       | —                       | —                       | —                       | —                       | —                       | —                       | —                       | —                       | —                       |                          |                                                                  | In This Skin (2003)         |
| «With You»                                                                  | 2003 | 14                      | 4                       | —                       | —                       | —                       | 11                      | 6                       | —                       | —                       | 7                       | Велика Британія: 29 000  | - RIAA: Золото - ARIA: Платина                                   | In This Skin (2003)         |
| «Take My Breath Away»                                                       | 2004 | 20                      | 15                      | 32                      | 10                      | —                       | —                       | —                       | 43                      | —                       | 159                     |                          | - RIAA: Золото - ARIA: Золото                                    | In This Skin (2003)         |
| «Angels»                                                                    | 2004 | 27                      | —                       | —                       | —                       | —                       | —                       | —                       | —                       | —                       |                         |                          |                                                                  | In This Skin (2003)         |
| «These Boots Are Made for Walkin'»                                          | 2005 | 14                      | 2                       | [B]                     | —                       | 17                      | 2                       | 2                       | 31                      | 16                      | 4                       | Велика Британія: 250 000 | - RIAA: Золото - ARIA: Платина - RMNZ: Золото                    | The Dukes of Hazzard (2005) |
| «A Public Affair»                                                           | 2006 | 14                      | 17                      | —                       | —                       | 72                      | 9                       | 10                      | 36                      | —                       | 20                      | Велика Британія: 25 800  | RIAA: Золото                                                     | A Public Affair (2006)      |
| «I Belong to Me»                                                            | 2006 | —[C]                    | —                       | —                       | —                       | —                       | —                       | —                       | —                       | —                       | —                       |                          |                                                                  | A Public Affair (2006)      |
| «Come On Over»                                                              | 2008 | 65                      | —                       | —                       | 60                      | —                       | —                       | —                       | —                       | —                       | —                       |                          |                                                                  | Do You Know (2008)          |
| «Remember That»                                                             | 2008 | —[D]                    | —                       | —                       | 88                      | —                       | —                       | —                       | —                       | —                       | —                       |                          |                                                                  | Do You Know (2008)          |
| «—» позначає реліз, який не потрапив у чарт або не вийшов на цій території. |      |                         |                         |                         |                         |                         |                         |                         |                         |                         |                         |                          |                                                                  |                             |

### Промо-сингли
| Назва                                    | Рік  | Альбом                         |  |
| ---------------------------------------- | ---- | ------------------------------ |  |
| Назва                                    | Рік  | Альбом                         |  |
| «Fly»                                    | 2004 | «In This Skin»                 |  |
| «Baby, It's Cold Outside»                | 2004 | «ReJoyce: The Christmas Album» |  |
| «Let It Snow! Let It Snow! Let It Snow!» | 2004 | «ReJoyce: The Christmas Album» |  |
| «O Holy Night»                           | 2004 | «ReJoyce: The Christmas Album» |  |
| «What Christmas Means to Me»             | 2004 | «ReJoyce: The Christmas Album» |  |
| «Pray Out Loud»                          | 2009 | «Do You Know»                  |  |
| «Who We Are»                             | 2010 | Сингли поза альбомом           |  |
| «My Only Wish»                           | 2010 | Happy Christmas                |  |
| «Particles»                              | 2021 | Сингли поза альбомом           |  |

## Інші пісні в чартах
| «What Christmas Means to Me»                                                | 2004 | —    | 8  | Rejoyce: The Christmas Album |
| «Let It Snow! Let It Snow! Let It Snow!»                                    | 2004 | —    | 20 | Rejoyce: The Christmas Album |
| «You Spin Me Round (Like a Record)»                                         | 2007 | —[E] | —  | A Public Affair              |
| «—» позначає реліз, який не потрапив у чарт або не вийшов на цій території. |      |      |    |                              |

## Інші появи
| Назва                               | Інші артисти   | Альбом                    |
| ----------------------------------- | -------------- | ------------------------- |
| «Did You Ever Love Somebody»        | Н/Д            | Songs from Dawson's Creek |
| «Final Heartbreak»                  | Н/Д            | Rugrats in Paris          |
| «Rockin' Around the Christmas Tree» | Розі О'Доннелл | Another Rosie Christmas   |
| «Tal vez Es Amor»                   | Н/Д            | Divas En Espanol          |
| «Part of Your World»                | Н/Д            | Disneymania               |
| «A Whole New World»                 | Нік Лаше       | Disneymania 3             |

## Нотатки
Notes
- A↑ : "Angels" не увійшла до чарту Billboard Hot 100, але мала 6 місце у чарті Bubbling Under Hot 100.
- B↑ : "These Boots Are Made for Walkin'" хоч і не увійшла у Бельгійський чарт Ultratop 50 Flanders, але була на 10 місці у чарті Ultratip.
- C↑ : "I Belong to Me" не увійшла до чарту Billboard Hot 100, але досягла 10 місця у чарті Bubbling Under Hot 100 Singles.
- D↑ : "Remember That" не увійшла до чарту Billboard Hot 100, але зайняла вершину чарта Bubbling Under Hot 100.
- E↑ : "You Spin Me Round (Like a Record)" не увійшла до чарту Billboard Hot 100, але увійшла до Bubbling Under Hot 100 Singles, де у піку була на 21 місці.